# دزاغکوتس آناپات
دزاغکوتس آناپات (ارمنی: Ծաղկոց Անապատ؛ Գառնակերի վանք) یک کلیسا متعلق به کلیسای حواری ارمنی واقع در شهر گارناکر، شهرستان شمکر جمهوری آذربایجان می‌باشد. ساخت و ساز این ساختمان در سده ۱۷ام میلادی؛ به پایان رسید. این بنا به سبک معماری ارمنی طراحی شده است.